# هونگ‌سوک
یانگ هونگ‌سوک (کره‌ای: 양홍석؛ زادهٔ ۱۷ آوریل ۱۹۹۴)، که بیشتر با نام هنری هونگ‌سوک (کره‌ای: 홍석) شناخته می‌شود، خواننده و بازیگر اهل کره جنوبی است. او به عنوان وکالیست گروه پسرانهٔ پنتاگون در اکتبر ۲۰۱۶ فعالیت خود را آغاز کرد. در کنار فعالیت‌های گروهی به عنوان خواننده، او در فیلم کره‌ای The Love That's Left حرفهٔ بازیگری خود را آغاز کرد.

## اوایل زندگی و تحصیلات
هونگ‌سوک زادهٔ ۱۷ آوریل ۱۹۹۴ در سئول، کره جنوبی است. او یک برادر بزرگتر به نام یانگ جون‌سوک دارد. هونگ‌سوک در خارج از کشور در ایالات متحده آمریکا، چین و سنگاپور درس خوانده‌است و برای یازده سال در خارج از کره جنوبی زندگی کرده‌است. از سال ۲۰۰۷ تا ۲۰۱۰ در مدرسه بین‌المللی هوا چونگ در سنگاپور دانش‌آموز بوده‌است، جاییکه او شناگر برتر مدرسه بوده‌است.

## زندگی شخصی
هونگ‌سوک می‌تواند به سه زبان صحبت کند: کره‌ای، چینی و انگلیسی.
هونگ‌سوک یکی از طرفداران مشتاق فیتنس است. او به‌طور منظم در مجموعه‌ای به نام «Hongseok is Working Out Hong Hong Hong» ویدیوهایی را آپلود می‌کند و جزئیات تمرینات و رژیم غذایی‌اش را توضیح می‌دهد.
در ۱ آوریل ۲۰۲۲، کمپانی هونگ‌سوک بدون اعلام زمان و مکان سربازی، بیان کرد که او برای سربازی ثبت نام کرده‌است و در ۳ مه به عنوان سرباز وظیفه فعالیت خواهد کرد.

## فیلم‌شناسی

### فیلم
| سال  | عنوان                | نقش       | توضیحات | منابع |
| ---- | -------------------- | --------- | ------- | ----- |
| ۲۰۱۷ | The Love That's Left | کیم وو جو |         | [ ۸ ] |
| ۲۰۲۲ | تولد غمگین           | جی سو جون |         | [ ۹ ] |

### مجموعه تلویزیونی
| سال  | عنوان       | نقش        | منابع  |
| ---- | ----------- | ---------- | ------ |
| ۲۰۱۹ | بهترین مرغ  | به کی بوم  | [ ۱۰ ] |
| ۲۰۲۱ | فونیکس ۲۰۲۰ | شین آه جون | [ ۱۱ ] |

### مجموعه اینترنتی
| سال  | عنوان            | نقش           | توضیحات      | منابع         |
| ---- | ---------------- | ------------- | ------------ | ------------- |
| ۲۰۱۹ | در پردیس         | هی یول        |              | [ ۱۲ ]        |
| ۲۰۱۹ | به هر حال سالگرد | هونگ وو جه    |              | [ ۱۳ ]        |
| ۲۰۲۰ | بیست بیست        |               | حضور افتخاری | [ ۱۴ ]        |
| ۲۰۲۱ | تولد غمگین       | جی سو جون     |              | [ ۱۵ ]        |
| ۲۰۲۱ | نقل مکان به بهشت | پارک جون یونگ |              | [ ۱۶ ]        |
| ۲۰۲۱ | سایه زیبایی      | لی جین سونگ   |              | [ ۱۷ ]        |
| ۲۰۲۲ | آکوامن           | جی سونگ جون   |              | [ ۱۸ ] [ ۱۹ ] |

### برنامه‌های تلویزیونی
| سال  | عنوان                 | نقش               | توضیحات                      | منابع  |
| ---- | --------------------- | ----------------- | ---------------------------- | ------ |
| ۲۰۱۴ | میکس اند مچ           | حدف شده           |                              | [ ۵ ]  |
| 2016 | پنتاگون میکر          | شرکت کننده        |                              | [ ۲۰ ] |
| ۲۰۱۷ | آواتار تور            | عضو گروه بازیگران | قسما ۵–۶ همراه جین‌هو         | [ ۲۱ ] |
| ۲۰۱۷ | ویکلی آیدل            | آیدل ماسک دار     | قسمت ۲۹۷، ۳۰۵، ۳۰۷، ۳۱۰، ۳۲۱ | [ ۲۲ ] |
| ۲۰۱۷ | آیدل تور              | شرکت کننده        | قسمت ۶ همراه هویی            | [ ۲۳ ] |
| ۲۰۱۷ | فنتستیک دوئو          | عضو داوران        | قسمت ۲۹–۳۰                   | [ ۲۴ ] |
| ۲۰۱۸ | هیت‌من                 | شرکت کننده        | فیلمبرداری در ویتنام         | [ ۲۵ ] |
| ۲۰۱۸ | جاست هپند             | عضو داوران        |                              | [ ۲۶ ] |
| ۲۰۱۸ | بازدید از معلم خصوصی  | مدرس              | زبان ماندارین                | [ ۲۷ ] |
| ۲۰۱۸ | مرد واقعی ۳۰۰         | عضو گروه بازیگران |                              | [ ۲۸ ] |
| ۲۰۱۹ | بتل تریپ              | شرکت کننده        | قسمت ۱۴۳–۱۴۴                 | [ ۲۹ ] |
| ۲۰۱۹ | قانون جنگل در میانمار | عضو گروه بازیگران |                              | [ ۳۰ ] |
| ۲۰۱۹ | پادشاه خواننده ماسک   | شرکت کننده        | قسمت ۲۱۷                     | [ ۳۱ ] |
| ۲۰۲۰ | کلاس آشپزی آیدل       | عضو گروه بازیگران | همراه هویی، شین‌وون و کینو    | [ ۳۲ ] |

### میزبان
| سال  | عنوان         | نقش       | توضیحات           | منابع  |
| ---- | ------------- | --------- | ----------------- | ------ |
| ۲۰۱۸ | سیمپلی کی-پاپ | مجری ویژه | از ۲۶ فوریه–۱۰ مه | [ ۳۳ ] |